# Bruce Hapke
Bruce William Hapke, né le 17 février 1931 à Racine (Wisconsin, États-Unis), est un planétologiste américain, spécialiste de la spectroscopie de réflectance bidirectionnelle.

## Formation et carrière
Bruce Hapke obtient un Bachelor of Science en physique à l'université du Wisconsin à Madison en 1953. De 1960 à 1967, il est chercheur associé au Centre de radiophysique et de recherche spatiale de l'université Cornell. En 1962, il obtient un doctorat en génie physique à Cornell. En 1967, il est nommé professeur au Département de géologie et de sciences planétaires de l'université de Pittsburgh.
Au cours de sa carrière, Bruce Hapke participe notamment aux missions Mariner 10, Viking et Apollo. Il est  actuellement professeur émérite à l'université de Pittsburgh.

## Récompenses et honneurs
- Élu legacy fellow de l'American Astronomical Society en 2020[4].
- Élu fellow de l'American Geophysical Union, il en est le président de la Division for Planetary Sciences en 1988-1989[2].
- Lauréat du prix Kuiper en 2001, la plus prestigieuse des récompenses décernées par la Division des sciences planétaires de l'American Astronomical Society[2].
- L'astéroïde (3549) Hapke[5] et la hapkéite, un minéral rare trouvé dans des météorites et sur le sol lunaire[6], ont été nommés en son honneur.